# Municipio de Shawneehaw
El municipio de Shawneehaw (en inglés: Shawneehaw Township) es un municipio ubicado en el  condado de Watauga en el estado estadounidense de Carolina del Norte. En el año 2010 tenía una población de 765 habitantes.

## Geografía
El municipio de Shawneehaw se encuentra ubicado en las coordenadas 36°11′29.46″N 81°48′49.4″O / 36.1915167, -81.813722.